# Christopher Dotterweich
Christopher Dotterweich (Newark, 24 de março de 1896 — Belford, novembro de 1969) foi um ciclista olímpico estadunidense. Representou sua nação em dois eventos nos Jogos Olímpicos de Verão de 1920, em Antuérpia.